# DHB-Pokal 2017/18
Der DHB-Pokal 2017/18 war die 44. Austragung des Handballpokalwettbewerbs der Herren. In der 1. Runde maßen sich 64 Teams in 16 Turnieren im „Final-Four-Modus“. Gewinner waren erstmals die Rhein-Neckar Löwen.

## Hauptrunden

### 1. Runde
An der Auslosung der 1. Runde am 20. Juni 2017 nahmen 64 Mannschaften aus Profi- und Amateurligen teil. Die ersten 16 Mannschaften der Bundesligisten, die in der Saison 2016/17 die Plätze 1 bis 16 belegten, befanden sich im 1. Lostopf. Die ersten 16 Mannschaften der Zweitligisten, die in der Saison 2016/17 die Plätze 1 bis 16 belegen, befanden sich im 2. Lostopf. Im 3. Lostopf befanden sich die Erstligisten auf den Plätzen 17–18, die Zweitligisten auf den Plätzen 17–20, sowie die Erst- und Zweitplatzierten jeder Drittligastaffel. Des Weiteren die beiden Finalisten des vorherigen Amateurpokals. Im 4. Lostopf befanden sich die Dritt- bis Sechstplatzierten jeder Drittligastaffel. Zweite Mannschaften durften nicht am DHB-Pokal teilnehmen. Die Spiele der 1. Runde, in der die Vereine nach geographischen Gesichtspunkten in eine Nord- und eine Südstaffel eingeteilt wurden, finden am 19./20. August 2017 statt. Die Mannschaften aus der niedrigsten Liga haben das Anrecht das Turnier auszurichten. Sollten diese es nicht können, wird es immer an den Ligahöheren weiter gereicht.
Für die 1. Runde waren folgende Mannschaften qualifiziert:
| Lostopf 1 | Lostopf 2 | Lostopf 3 | Lostopf 4 |
| Nord: - SG Flensburg-Handewitt - THW Kiel - Füchse Berlin - SC Magdeburg - SC DHfK Leipzig - TSV Hannover-Burgdorf - TSV GWD Minden - TBV Lemgo Süd: - Rhein-Neckar Löwen - HSG Wetzlar - MT Melsungen - HC Erlangen - Frisch Auf Göppingen - TVB 1898 Stuttgart - VfL Gummersbach - Bergischer HC | Nord: - TuS N-Lübbecke - VfL Lübeck-Schwartau - HSG Nordhorn-Lingen - TV Emsdetten - Dessau-Roßlauer HV - ASV Hamm-Westfalen - Wilhelmshavener HV - TUSEM Essen Süd: - TV Hüttenberg - TSG Friesenheim - DJK Rimpar Wölfe - SG BBM Bietigheim - ThSV Eisenach - EHV Aue - HSG Konstanz - HG Saarlouis | Nord: - TuS Ferndorf - HC Empor Rostock - TSV Altenholz - HC Rhein Vikings - Hamburg Metropolitans - Eintracht Hildesheim - VfL Eintracht Hagen - TuS Spenge Süd: - HBW Balingen-Weilstetten - HSC 2000 Coburg - SG Leutershausen - TV 1893 Neuhausen - HC Elbflorenz - SG Nußloch - TSB Heilbronn-Horkheim - HSV Bad Blankenburg | Nord: - HSV Hamburg - HF Springe - Oranienburger HC - TSV Bayer Dormagen - 1. VfL Potsdam - Leichlinger TV - OHV Aurich - GSV Eintracht Baunatal Süd: - Longericher SC Köln - TGS Pforzheim - TV Großwallstadt - TVG Großsachsen - MSG Groß-Bieberau/Modau - HSG Rodgau Nieder-Roden - SG Köndringen/Teningen - HG Oftersheim/Schwetzingen |

#### Nord
Das Turnier wurde am 19./20. August 2017 in der Volksbank-Arena, Hildesheim ausgetragen.
| Datum, Uhrzeit           | Heimmannschaft             |   | Gastmannschaft             | Ergebnis        |
| ------------------------ | -------------------------- | - | -------------------------- | --------------- |
| 19. Aug. 2017, 13:00 Uhr | Hamburg Metropolitans (3L) | – | Leichlinger TV (3L)        | 00:00 (00:00) 1 |
| 19. Aug. 2017, 20:00 Uhr | TSV Hannover-Burgdorf (1L) | – | TuS N-Lübbecke (2L)        | 26:24 (08:13)   |
| 20. Aug. 2017, 15:00 Uhr | Leichlinger TV (3L)        | – | TSV Hannover-Burgdorf (1L) | 22:35 (10:18)   |

Das Turnier wurde am 19./20. August 2017 im Castello in Düsseldorf ausgetragen.
| Datum, Uhrzeit           | Heimmannschaft          |   | Gastmannschaft          | Ergebnis      |
| ------------------------ | ----------------------- | - | ----------------------- | ------------- |
| 19. Aug. 2017, 19:00 Uhr | HC Rhein Vikings (3L)   | – | SC Magdeburg (1L)       | 20:33 (06:17) |
| 19. Aug. 2017, 16:30 Uhr | OHV Aurich (3L)         | – | Wilhelmshavener HV (2L) | 23:37 (13:16) |
| 20. Aug. 2017, 15:00 Uhr | Wilhelmshavener HV (2L) | – | SC Magdeburg (1L)       | 26:33 (14:18) |

Das Turnier wurde am 19./20. August 2017 in der Volksbank-Arena in Hildesheim ausgetragen.
| Datum, Uhrzeit           | Heimmannschaft            |   | Gastmannschaft              | Ergebnis      |
| ------------------------ | ------------------------- | - | --------------------------- | ------------- |
| 19. Aug. 2017, 15:15 Uhr | TBV Lemgo (1L)            | – | GSV Eintracht Baunatal (3L) | 33:24 (18:09) |
| 19. Aug. 2017, 17:30 Uhr | Eintracht Hildesheim (2L) | – | TUSEM Essen (2L)            | 24:21 (11:12) |
| 20. Aug. 2017, 17:15 Uhr | TBV Lemgo (1L)            | – | Eintracht Hildesheim (2L)   | 37:26 (17:10) |

Das Turnier wurde am 19./20. August 2017 in der Edgar Meschkat Halle, Altenholz ausgetragen.
| Datum, Uhrzeit           | Heimmannschaft              |   | Gastmannschaft              | Ergebnis      |
| ------------------------ | --------------------------- | - | --------------------------- | ------------- |
| 19. Aug. 2017, 19:30 Uhr | TSV Altenholz (3L)          | – | TSV Bayer Dormagen (3L)     | 37:35 (16:18) |
| 19. Aug. 2017, 16:30 Uhr | VfL Lübeck-Schwartau (2L)   | – | SG Flensburg-Handewitt (1L) | 18:37 (11:19) |
| 20. Aug. 2017, 17:00 Uhr | SG Flensburg-Handewitt (1L) | – | TSV Altenholz (3L)          | 36:25 (21:11) |

Das Turnier wurde am 19./20. August 2017 in der Sporthalle Schulzentrum Süd in Springe ausgetragen.
| Datum, Uhrzeit           | Heimmannschaft           |   | Gastmannschaft           | Ergebnis                   |
| ------------------------ | ------------------------ | - | ------------------------ | -------------------------- |
| 19. Aug. 2017, 15:00 Uhr | HC Empor Rostock (3L)    | – | HSG Nordhorn-Lingen (2L) | 15:30 (5:13)               |
| 19. Aug. 2017, 18:00 Uhr | Füchse Berlin (1L)       | – | HF Springe (3L)          | 29:16 (15:8)               |
| 20. Aug. 2017, 15:00 Uhr | HSG Nordhorn-Lingen (2L) | – | Füchse Berlin (1L)       | 31:34 n. V. (27:27; 11:10) |

Das Turnier wurde am 19./20. August 2017 in der Sporthalle Spenge in Spenge ausgetragen.
| Datum, Uhrzeit           | Heimmannschaft          |   | Gastmannschaft      | Ergebnis      |
| ------------------------ | ----------------------- | - | ------------------- | ------------- |
| 19. Aug. 2017, 16:00 Uhr | Dessau-Roßlauer HV (2L) | – | 1. VfL Potsdam (3L) | 35:24 (18:12) |
| 19. Aug. 2017, 18:30 Uhr | TuS Spenge (4L)         | – | THW Kiel (1L)       | 19:36 (11:19) |
| 20. Aug. 2017, 16:00 Uhr | Dessau-Roßlauer HV (2L) | – | THW Kiel (1L)       | 23:36 (12:20) |

Das Turnier wurde am 19./20. August 2017 in der Kampa-Halle in Minden ausgetragen.
| Datum, Uhrzeit           | Heimmannschaft        |   | Gastmannschaft      | Ergebnis      |
| ------------------------ | --------------------- | - | ------------------- | ------------- |
| 19. Aug. 2017, 15:00 Uhr | TuS Ferndorf (3L)     | – | TSV GWD Minden (1L) | 23:22 (10:12) |
| 19. Aug. 2017, 17:30 Uhr | Oranienburger HC (3L) | – | TV Emsdetten (2L)   | 24:36 (10:18) |
| 20. Aug. 2017, 12:30 Uhr | TuS Ferndorf (3L)     | – | TV Emsdetten (2L)   | 29:23 (14:11) |

Das Turnier wurde am 19./20. August 2017 in der Enervie-Arena in Hagen ausgetragen.
| Datum, Uhrzeit           | Heimmannschaft          |   | Gastmannschaft           | Ergebnis                   |
| ------------------------ | ----------------------- | - | ------------------------ | -------------------------- |
| 19. Aug. 2017, 17:00 Uhr | HSV Hamburg (3L)        | – | ASV Hamm-Westfalen (2L)  | 32:33 n. V. (27:27; 14:12) |
| 19. Aug. 2017, 19:30 Uhr | SC DHfK Leipzig (1L)    | – | VfL Eintracht Hagen (2L) | 29:27 (13:13)              |
| 20. Aug. 2017, 15:00 Uhr | ASV Hamm-Westfalen (2L) | – | SC DHfK Leipzig (1L)     | 24:37 (13:20)              |

### Achtelfinale
Die Partien des Achtelfinals wurden am 17. und 18. Oktober 2017 ausgetragen. Die Ligen der Teams entsprachen der Saison 2017/18. Folgende Mannschaften waren qualifiziert:
| Bundesliga | 2. Bundesliga                  | 3. Liga        |
| - HSG Wetzlar - HC Erlangen - Frisch Auf Göppingen - TSV Hannover-Burgdorf - THW Kiel - MT Melsungen - SC DHfK Leipzig - TBV Lemgo - TVB 1898 Stuttgart - Rhein-Neckar Löwen - SC Magdeburg - SG Flensburg-Handewitt - Füchse Berlin | - Bergischer HC - HG Saarlouis | - TuS Ferndorf |

| Datum, Uhrzeit           | Heimmannschaft              |   | Gastmannschaft            | Ergebnis      |
| ------------------------ | --------------------------- | - | ------------------------- | ------------- |
| 17. Okt. 2017, 19:00 Uhr | Bergischer HC (2L)          | – | HSG Wetzlar (1L)          | 27:28 (14:16) |
| 17. Okt. 2017, 20:00 Uhr | HC Erlangen (1L)            | – | Frisch Auf Göppingen (1L) | 27:28 (14:14) |
| 18. Okt. 2017, 18:30 Uhr | TSV Hannover-Burgdorf (1L)  | – | THW Kiel (1L)             | 24:22 (13:10) |
| 18. Okt. 2017, 19:00 Uhr | MT Melsungen (1L)           | – | SC DHfK Leipzig (1L)      | 22:27 (12:15) |
| 18. Okt. 2017, 19:00 Uhr | TBV Lemgo (1L)              | – | TVB 1898 Stuttgart (1L)   | 27:29 (12:9)  |
| 18. Okt. 2017, 19:30 Uhr | TuS Ferndorf (3L)           | – | Rhein-Neckar Löwen (1L)   | 24:28 (13:15) |
| 18. Okt. 2017, 19:30 Uhr | HG Saarlouis (2L)           | – | SC Magdeburg (1L)         | 28:37 (15:19) |
| 18. Okt. 2017, 19:30 Uhr | SG Flensburg-Handewitt (1L) | – | Füchse Berlin (1L)        | 26:29 (14:14) |

### Viertelfinale
Die Auslosung der Viertelfinalspiele fand am 5. November 2017 statt. Die Partien wurden zwischen dem 4. und 7. März 2018 ausgetragen.
| Bundesliga |
| - HSG Wetzlar - Frisch Auf Göppingen - TSV Hannover-Burgdorf - SC DHfK Leipzig - TVB 1898 Stuttgart - Rhein-Neckar Löwen - SC Magdeburg - Füchse Berlin |

| Datum, Uhrzeit          | Heimmannschaft             |   | Gastmannschaft            | Ergebnis      |
| ----------------------- | -------------------------- | - | ------------------------- | ------------- |
| 4. März 2018, 15:00 Uhr | HSG Wetzlar (1L)           | – | TVB 1898 Stuttgart (1L)   | 25:21 (11:9)  |
| 6. März 2018, 19:00 Uhr | Rhein-Neckar Löwen (1L)    | – | SC DHfK Leipzig (1L)      | 35:23 (17:8)  |
| 6. März 2018, 19:00 Uhr | TSV Hannover-Burgdorf (1L) | – | Frisch Auf Göppingen (1L) | 31:30 (16:12) |
| 7. März 2018, 19:00 Uhr | Füchse Berlin (1L)         | – | SC Magdeburg (1L)         | 29:30 (16:17) |

## Final Four
Die Endrunde, das Final Four, fand in der Barclaycard Arena in Hamburg am 5. und 6. Mai 2018 statt. Die Auslosung der Halbfinalspiele fand am 7. März 2018 statt.

### Halbfinale
Die Spiele der Halbfinals fanden am 5. Mai 2018 statt. Der Gewinner jeder Partie zog in das Finale des DHB-Pokals 2018 ein.
| Datum, Uhrzeit         | Heimmannschaft             |   | Gastmannschaft          | Ergebnis      |
| ---------------------- | -------------------------- | - | ----------------------- | ------------- |
| 5. Mai 2018, 15.15 Uhr | SC Magdeburg (1L)          | – | Rhein-Neckar Löwen (1L) | 24:31 (10:16) |
| 5. Mai 2018, 18.00 Uhr | TSV Hannover-Burgdorf (1L) | – | HSG Wetzlar (1L)        | 24:19 (15:4)  |

1. Halbfinale

SC Magdeburg: Quenstedt, Green; Musa (1), Chrapkowski, Musche (3), Pettersson, de la Pena, Cosena, Christiansen (1), Mertens, O’Sullivan (2), Bezjak (1), Weber (12/8), Kalarash, Damgaard (3), Zelenovic (1)
Rhein-Neckar Löwen: Appelgren, Palicka; Schmid (2), Bliznac, Sigurdsson (4), Radivojevic, Baena (1), Tollbring, Mensah Larsen (6), Pekeler (7), Groetzki (3), Reinkind (1), Taleski, Petersson (5), Ekdahl Du Rietz (2)
Schiedsrichter: Peter Behrens / Marc Fasthoff
2. Halbfinale

TSV Hannover-Burgdorf: Ziemer, Semisch; Johannsen, Mortensen (4/2), Patrail (2) Pevonv (1), Lehnhoff, Häfner (6), Atman, Böhm (4), Karason (1), Olsen (3), Brozovic (1), Feise, Christophersen, Kastening (2)
HSG Wetzlar:  Buric, Weber; Hermann (1), Kneer (1), Björnsen (3), Pöter, Ferraz (1), Mirkulovski, Volentics, Holst (1), Foresell Schefvert (1), Kvist (1), Klesniks, Lindeskog (4), Cavor (1), Kohlbacher (5)
Schiedsrichter: Marcus Helbig / Lars Geipel

### Finale
Das Finale fand am 6. Mai 2018 statt. Der Gewinner der Partie wurde Sieger des DHB-Pokals 2018.
| Datum, Uhrzeit         | Heimmannschaft          |   | Gastmannschaft             | Ergebnis      |
| ---------------------- | ----------------------- | - | -------------------------- | ------------- |
| 6. Mai 2018, 15:15 Uhr | Rhein-Neckar Löwen (1L) | – | TSV Hannover-Burgdorf (1L) | 30:26 (13:11) |

Rhein-Neckar Löwen: Palicka, Appelgren; Tollbring, Sigurdsson (1), Groetzki (6), Radivojevic, Schmid (8), Pekeler (2), Bliznac, Petersson (5), Reinkind (1), Mensah Larsen (5), Taleski, Baena, Ekdahl Du Rietz (2)
TSV Hannover-Burgdorf: Semisch, Ziemer; Mortensen (1), Pevnov (5), Häfner (6), Böhm (1), Olsen (1), Brozovic (1), Christophersen, Kastening (6), Lehnhoff, Thiele, Johannsen, Patrail (5), Atman, Karason
Schiedsrichter: Fabian Baumgart / Sascha Wild